# فرودگاه لوول (هند)
فرودگاه لوول (هند) (به انگلیسی: Lowell Airport (Indiana)) یک فرودگاه همگانی است که یک باند فرود چمن دارد و طول باند آن ۹۲۷ متر است. این فرودگاه در کشور ایالات متحده آمریکا قرار دارد و در ارتفاع ۲۰۶ متری از سطح دریا واقع شده است.